# 布呂特倫
布呂特倫（德語：Brüttelen）是瑞士的城鎮，位於該國中部，由伯恩州負責管轄，面積6.62平方公里，海拔高度449米，2011年人口559，八成人口信奉基督教，人口密度每平方公里84人。